# Associazione Calcio Trento Caproni 1941-1942
Questa voce raccoglie le informazioni riguardanti l'Associazione Calcio Trento Caproni nelle competizioni ufficiali della stagione 1941-1942.

## Rosa
| N. |                   | Ruolo | Calciatore           |
| -- | ----------------- | ----- | -------------------- |
|    | Italia (bandiera) | P     | Erminio Borloffa     |
|    | Italia (bandiera) | D     | Giuseppe Bolzacchini |
|    | Italia (bandiera) | P     | Giuseppe Bonetti     |
|    | Italia (bandiera) | C     | Lanfranco Catuzzi    |
|    | Italia (bandiera) | D     | Umberto Corradini    |
|    | Italia (bandiera) | D     | Giovanni Doro        |
|    | Italia (bandiera) | D     | Nello Filippelli     |
|    | Italia (bandiera) | A     | Sergio Maestri       |

| N. |                   | Ruolo | Calciatore         |
| -- | ----------------- | ----- | ------------------ |
|    | Italia (bandiera) | C     | Virgilio Modeghini |
|    | Italia (bandiera) | D     | Dario Pasquali     |
|    | Italia (bandiera) | C     | Ottorino Poggi     |
|    | Italia (bandiera) | C     | Sestilio Porciani  |
|    | Italia (bandiera) | A     | Annibale Scapini   |
|    | Italia (bandiera) | C     | Walter Sternieri   |
|    | Italia (bandiera) | D     | Luigi Visintainer  |